# Canberra Gunners
Los Camberra Gunners (pistoleros de Camberra) son un equipo de baloncesto australiano que milita en la Conferencia Este de la South Eastern Australian Basketball League (SEABL)de la Asociación Australiana de Baloncesto (ABA). Tras la desaparición de los Camberra Cannons, el equipo se convirtió en el conjunto de baloncesto masculino más representativo de la ciudad de Camberra. Al igual que el equipo femenino de la capital australiana, los Camberra Capitals de la WNBL, son gestionados por la sociedad denominada One Basketball in Camberra